# 평민사

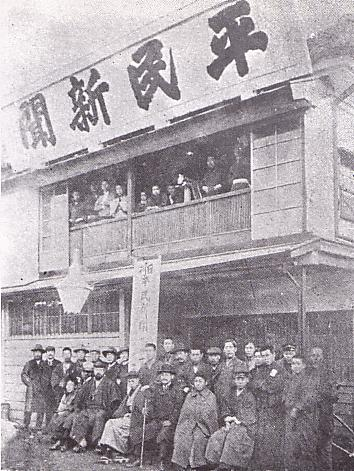
평민사의 본거지인 평민신문 사옥.

평민사(일본어: 平民社 헤이민샤[*])는 메이지 시대에 비전론을 중핵으로 결성된 사회주의 결사단체다. 중심 인물은 코토쿠 슈스이와 사카이 토시히코. 기관지로 주간 『평민신문』(平民新聞)을 발행했다.
1903년(메이지 36년) 11월, 러일전쟁 개전을 지지하는 대러동지회와 칠박사 의견서 등의 공세, 그리고 그에 대한 여론의 지지를 보고 그전까지 비전론을 주장한 『만조보』는 사론을 개전론으로 전향했다. 이에 이의를 제기한 기자 코토쿠 슈스이, 사카이 토시히코가 비전론 주장을 관철하기 위해 『만조보』를 퇴사하고 평민사를 결성했다.
평민사는 신문사의 형태를 취하고, 코지마 료타로, 카토 토키지로 등의 자금원조를 받아 『평민신문』을 창간했다. 평민사는 사회주의자 및 그 동조자들의 센터 역할을 하여, 사실상 사회주의협회와 함께 일본 사회주의 운동의 중심조직이었다.

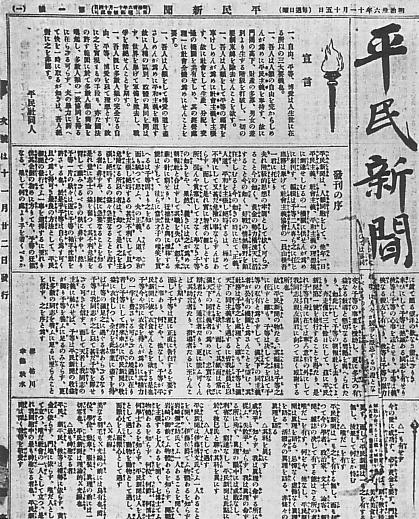
평민신문 1904년 11월 13일자

주간 『평민신문』은 1903년(메이지 36년) 11월 15일 발행된 제1호부터 러일전쟁이 한창이던 1905년(메이지 38년) 1월 29일 발행된 제64호까지 간행되었다. 『평민신문』 종간 이후에는 소비조합 직행단의 기관지 『직언』(直言)이 매주 발행되어 사실상 『평민신문』의 후계지로 발행되었다.
『평민신문』 제1호(1903년 11월 15일자)에는 “평민사 동인”의 이름으로 된 「선언」과, 사카이와 코토쿠가 서명한 「발간의 서」가 게재되어 있다. 「선언」에서는 평민사가 앞으로 “평민주의・사회주의・평화주의”를 지향함을 밝혔다. 이 두 문서는 1901년(메이지 34년) 코토쿠 등이 결성했다가 그 즉시 금지된 사회민주당의 「사회민주당 선언서」의 정신을 계승, 이후 일본의 사회주의 운동에 큰 영향을 주었다.
『평민신문』 제53호(1904년 11월 13일)에는 창간 1주년 기념으로 사카이와 코토쿠의 공역으로 「공산당 선언」이 편역, 게재되었다. 새뮤얼 무어가 번역한 영역본을 중역한 것으로, 일본 최초의 「공산당 선언」 번역이었다.
『평민신문』은 제1면에 영문란을 마련해 미국, 영국, 러시아의 사회주의자들에게 정보를 발신하고 국제적 연대를 호소했다. 그 성과로서 러일전쟁 진행중인 1904년(메이지 37년) 8월 암스테르담에서 개최된 제2인터내셔널 제6차 대회에 가타야마 센이 러시아 대표 플레하노프와 함께 부의장에 선출되었다. 두 부의장의 악수는 국제연대의 성과로서 『평민신문』을 비롯한 각국 사회주의 진영의 기관지로 보도되었다.
평민사의 러일전쟁 반대 주장은 관헌의 주목을 받게 되었고, 전쟁 종결 이후인 1905년 10월 9일, 평민사는 2년만에 해산당했다. 하지만 이후 시대의 사회주의 탄압을 생각해 본다면 평민사가 2년이나 계속될 수 있었던 것은 관헌의 관용에 의한 것이었다고 생각할 수도 있다. 쿠로이와 히사코는 당국이 일본은 언론의 자유가 있는 문명국임을 국제사회에 과시하기 위해 굳이 묵인한 것으로 판단한다. 1907년 재건하지만 탄압을 받아 3개월만에 재해산. 이듬해 3차 재건을 시도하지만 1910년(메이지 43년) 3월에 해산되고 코토쿠 대역사건으로 주요 멤버 대부분이 사법살인 당하면서 재건의 여지가 일소된다.

## 참고 자료
- 荒畑寒村『平民社時代－日本社会主義運動の揺籃』、中央公論社、1973年（昭和48年）8月／Reprint: 中央公論新社、ISBN 4120002438
- 荒畑寒村著『平民社時代』（『中公文庫』）、中央公論社、1977年（昭和52年）2月／Reprint: 中央公論新社 ISBN 4122004187
- 荒畑寒村著『平民社時代 続』、中央公論社、1979年（昭和54年）11月。
- 李京錫「平民社における階級と民族－亜洲和親会との関連を中心に」、『大逆事件の真実をあきらかにする会ニュース』第43号、2004年（平成16年）1月。
- 絲屋寿雄著『菅野すが－平民社の婦人革命家像』（『岩波新書』）、岩波書店、1970年（昭和45年）1月。ISBN 400413126X
- 梅森直之編著『帝国を撃て－平民社100年国際シンポジウム』、論創社、2005年（平成17年）3月。ISBN 4-8460-0342-6
- 太田雅夫『初期社会主義史の研究－明治三〇年代の人と組織と運動』、新泉社、1991年（平成3年）3月。
- 柏木隆法ほか著『大逆事件の周辺－平民社地方同志の人びと』、論創社、1980年（昭和55年）6月
- 幸徳秋水 / 山泉進編集・解題『幸徳秋水』（平民社資料センター監修『平民社百年コレクション』第1巻）、論創社、2002年（平成14年）10月。ISBN 4846003531
- 堺利彦 / 堀切利高編・解題『堺利彦』（平民社資料センター監修『平民社百年コレクション』第2巻）、論創社、2002年（平成14年）10月。ISBN 484600354X
- 志村正昭「堺利彦－週刊『平民新聞』」、土屋礼子編著『近代日本メディア人物誌―創始者・経営者編』、ミネルヴァ書房、2009年（平成21年）6月。ISBN 978-4-623-05418-3
- シンポジウム‘平民社100年と「熊本評論」’事務局編『非戦・自由・人権－平民社100年と「熊本評論」（シンポジウム報告集）』、熊本近代史研究会・熊本歴史学研究会・田中正造研究会・熊本県歴史教育者協議会・「平民社100年」全国実行委員会、2004年（平成16年）5月。
- 鈴木裕子編『資料 平民社の女たち』、不二出版、1986年（昭和61年）3月。
- 西川文子 / 天野茂編『平民社の女-西川文子自伝』、青山館、1984年（昭和59年）12月。
- 林尚男『平民社の人びと－秋水・枯川・尚江・栄』、朝日新聞社、1990年（平成2年）9月。ISBN 4022562056
- 松本三之介『明治精神の構造』（『同時代ライブラリー』165）、岩波書店、1993年（平成5年）11月。ISBN 400260165X
- 山泉進編著『社会主義事始－「明治」における直訳と自生』（『思想の海へ「解放と変革」』8）、社会評論社、1990年（平成2年）5月。
- 山泉進『平民社の時代－非戦の源流』、論創社、2003年（平成15年）11月。ISBN 4-8460-0336-1
- 『初期社会主義研究』第7号（特集＝平民社90年）、初期社会主義研究会、1994年（平成6年）3月。
- 『初期社会主義研究』第16号（特集＝平民社百年）、初期社会主義研究会、2003年（平成15年）11月。